# Боронь Олександр Вікторович
Олександр Вікторович Боронь (нар. 15 листопада 1979, Новоград-Волинський Житомирської області, тепер Звягель) — український шевченкознавець. Доктор філологічних наук (2018), член-кореспондент НАН України (2025). Завідувач відділу шевченкознавства (з 2015 р.), заступник директора з наукової роботи (з 2022 р.) Інституту літератури ім. Т. Г. Шевченка НАН України. Член Наукового товариства ім. Шевченка (2015). Лауреат Державної премії України в галузі науки і техніки 2017 року (2018, у складі авторського колективу) — за шеститомну «Шевченківську енциклопедію».

## Життєпис
1997 року здобув середню освіту у Новоград-Волинській міській гімназії імені Лесі Українки (1997), закінчивши її із золотою медаллю. Вступив на філологічний факультет (нині — Інститут філології) Київського національного університету імені Тараса Шевченка і 2002 року закінчив його з відзнакою.
Навчався в аспірантурі Київського національного університету імені Тараса Шевченка (2002–2005), працював викладачем на кафедрі історії української літератури і шевченкознавства (2004–2005). Захистив дисертацію і здобув науковий ступінь кандидата філологічних наук (2005).
Від 2001 року був експертом із преси проекту «Український Монітор для вільних медіа» (коаліція асоціація «Спільний простір» та комітет «Рівність можливостей»). У 2003—2004 роках — керівник пресової групи проекту «Український Монітор — за свідомий вибір», у 2004—2006 роках — координатор проектів громадянського суспільства громадської організації «Фонд „Європа ХХІ“».
2005 року Олександра Бороня зараховано на посаду наукового співробітника, 2008 року — старшого наукового співробітника відділу шевченкознавства Інституту літератури імені Т. Г. Шевченка Національної академії наук України. З 2015 року О. Боронь — завідувач згаданого відділу. Того самого року отримав вчене звання старшого наукового співробітника. Протягом 2006—2009 років поєднував наукову діяльність із роботою на посаді головного консультанта Головної служби інформаційної політики Секретаріату Президента України. У 2011—2014 роках — заступник керівника науково-видавничого проекту «Шевченківська енциклопедія» в шести томах (член редколегії — відповідальний секретар видання).
У лютому 2018 року захистив докторську дисертацію (монографію «Спадщина Кобзаря Дармограя: джерела, типологія та інтертекст Шевченкових повістей», 2017) за спеціальностями 10.01.01 «Українська література», 10.01.05 «Порівняльне літературознавство».
З 2022 року — заступник директора з наукової роботи в Інституті.

## Наукова діяльність
Автор монографій: 
- «Поетика простору в творчості Тараса Шевченка» (2005);
- «Повісті Тараса Шевченка і західноєвропейські літератури: Рецепція та інтертекстуальні зв'язки» (К.: Критика, 2014; 2-ге стереотипне вид. — 2015);
- «Спадщина Кобзаря Дармограя: джерела, типологія та інтертекст Шевченкових повістей» (К.: Критика, 2017[4]).

збірок статей: 
- «Поет і його проза: генеза, семантика і рецепція Шевченкової творчости» (К.: Критика, 2015);
- «Ніже тії коми… Студії над Шевченковою творчістю» (К.: Критика, 2022);
- «Ані титли… Нові студії над Шевченковою біографією і творчістю» (К.: Критика, 2024).

Співавтор колективних монографій «Інтеграція позитиву в творчості Шевченка (аспекти символу, аксіології, онтології, міфу, психології і стилю)» (2002), «Теми і мотиви поезії Тараса Шевченка» (К.: Наукова думка, 2008), «Станіслав Росовецький: In memoriam» (2023, науковий редактор), «На шляху національно-історичного самоусвідомлення: нова українська література» (2023), «Тарас Шевченко: сучасна рецепція» (2024), «Незалежність у полум’ї війни: українська література спротиву» (2024). 
Співупорядник (разом із В. Бородіним та М. Павлюком) видання «Спогади про Тараса Шевченка» (К.: Дніпро, 2010, 2011), упорядник збірки статей Ф. Ващука «Шевченкознавчі праці» (2011). Співупорядник (разом із М. Назаренком) видань: «Тарас Шевченко в критиці» — том І. Прижиттєва критика (1839—1861) (К.: Критика, 2013), том ІІ. Посмертна критика (1861) (К.: Критика, 2016); «Тарас Шевченко у спогадах» — том І (кн. 1—2) (К.: Критика, 2023). 
Загалом у доробку Олександра Бороня понад 200 наукових статей і рецензій.